# Арьергард

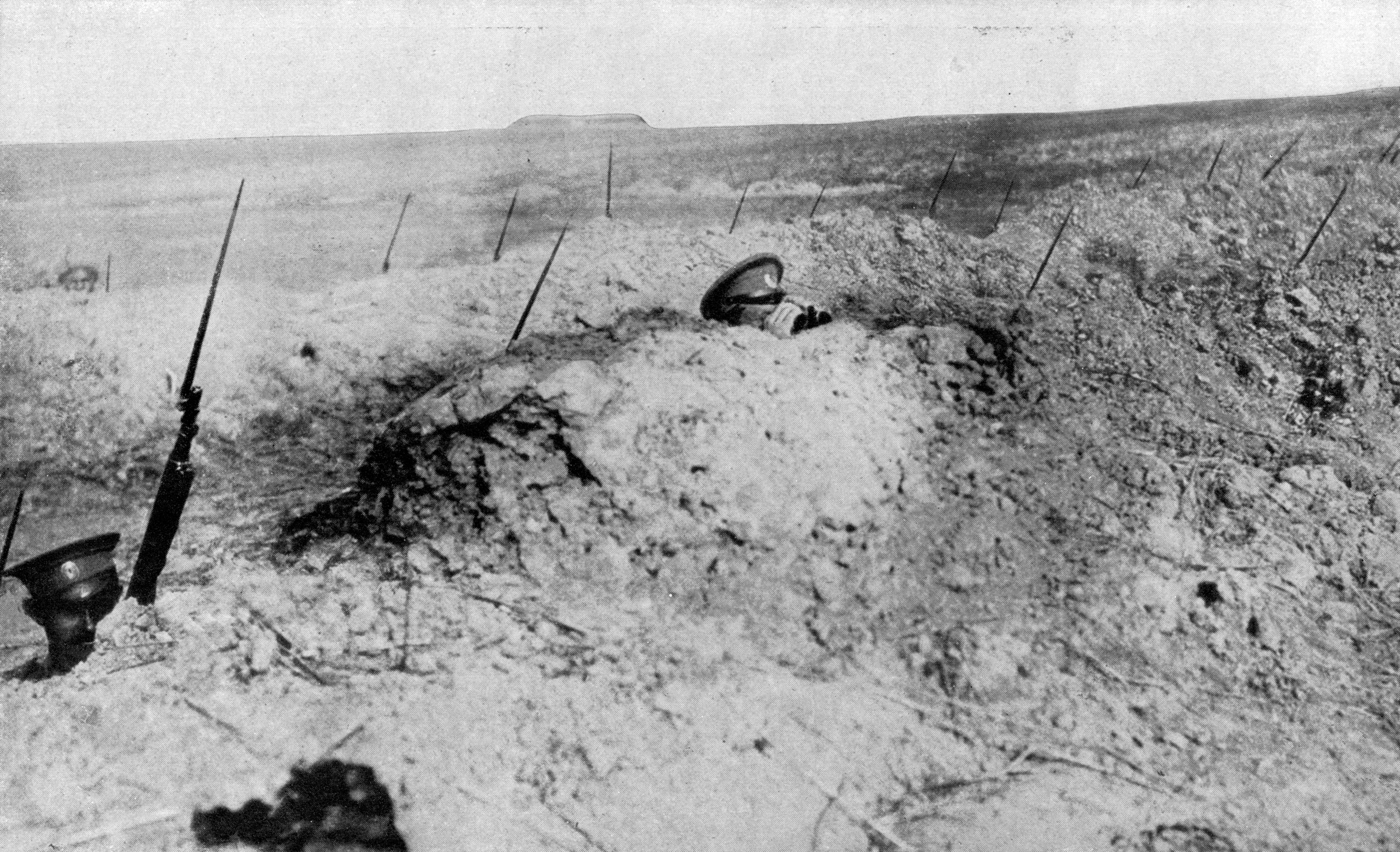
Траншея русского арьергарда, Первая мировая война.

Флаг арьергарда Русского флота, 1797 год.

Арьерга́рд (фр. arrière-garde — тыловая охрана), Ариергард — термин, означающий в военном деле войска прикрытия, выделяемые от соединений, сухопутных войск или соединений сил флота, вооружённых сил государства при отступлении в период боевых действий.
В некоторых случаях арьергард может выделяться при совершении марша от фронта в тыл. При отходе задача арьергарда — задержать наступающего противника, выиграть время, необходимое для отрыва главных сил, обеспечить их организованный отход и занятие назначенного рубежа. Арьергард непрерывно ведёт разведку с целью выявления состава, группировки и направления движения войск противника. В ВМФ арьергардом называлась концевая эскадра или группа кораблей в боевых порядках (соответственно флота или эскадры), следовавшая на некотором удалении от главных сил для их охранения с тыла. В общем строю флота или эскадры арьергард составляла их замыкающая часть (примерно 1/3 глубины строя). Начиная со Второй мировой войны, в связи с существенными изменениями в условиях и характере боевых действий на море, арьергард на флоте не применяется. В Русском военном деле имел наименование Сторожевой полк.

## История

### Сухопутные войска
Арьергарды широко применялись в войнах прошлого. В Средние века они, так же, как и авангарды, составляли важнейшую часть не только походного, но и боевого порядка войск. В боевом построении армии того времени арьергард или резерв представлял отдельную глубокую колонну войск, которая располагалась, как правило, на одном из флангов. В состав арьергарда выделялись значительные силы, состоявшие из различных родов оружия (современность: родов войск). Вводимый в сражение в решающий момент арьергард нередко решал его судьбу. В сражении при Ньюпорте (1600 год) удар свежих частей арьергарда штатгальтера Морица Оранского (составлявших до 1/3 всех его сил) предопределил победу нидерландской армии над испанскими войсками эрцгерцога Альбрехта, наместника Южных Нидерландов.
Однако в дальнейшем арьергард утрачивает своё значение одной из основных частей боевого порядка и становится лишь органом охранения (прикрытия) главных сил при отходе и совершении марша. История войн даёт множество примеров успешных действий арьергарда. Важную роль сыграл арьергард русских войск в Швейцарском походе Суворова 1799 года. Он не только обеспечил преодоление главными силами Альп, но и нанёс серьёзное поражение превосходящим силам французов. Искусно сражался арьергард русской армии под командованием П. И. Багратиона во время войны с Францией в 1805—1807 годах (битва при Прейсиш-Эйлау). Умело действовали арьергарды, возглавляемые атаманом М. И. Платовым и другими военачальниками, при отходе русских армий в 1812 году.
Боевой состав и удаление арьергарда от главных сил определяются в зависимости от возлагаемой на него задачи, сил, положения и характера действий противника, состава охраняемых войск и условий местности. В Великой Отечественной войне в состав арьергарда обычно выделялись: усиленный полк от дивизии, усиленный батальон от полка. Иногда от армии (корпуса) выделялся один арьергард в составе дивизии, прикрывавшей отход войск по нескольким маршрутам. Он вёл, как правило, манёвренную оборону и применял заграждения в полосе отхода главных сил охраняемых войск. Активными и решительными действиями, особенно в Великую Отечественную войну, арьергарды наносили противнику большие потери и срывали его замыслы. Это было доказано во время Севастопольской обороны в октябре 1941 — мае 1942 годов и в Битве за Кавказ в августе 1942 года при оборонах Клухорского и Умпырского перевала.
Определяя боевой состав арьергарда, обычно исходят из того, чтобы он был способен выполнить свою задачу самостоятельно, без поддержки главных сил. В состав арьергарда выделяются танковые и мотострелковые части (подразделения), усиленные подразделениями других родов войск и поддерживаемые авиацией. Арьергард для обеспечения отхода главных сил удерживает заблаговременно занятый рубеж в течение указанного ему времени, пока главные силы свёртываются в походные колонны и начинают отход. Когда они оторвутся от противника, арьергард с разрешения старшего начальника отходит с боями от рубежа к рубежу, широко применяя засады, заграждения и разрушения. При этом на каждый следующий рубеж сначала отходит часть сил арьергарда и занимает на нём позиции на широком фронте, обеспечивая отход остальных сил арьергарда. Действия арьергарда должны быть решительными, активными, хорошо согласованными с действиями главных сил.

### Морской флот
В эпоху парусных кораблей главным формированием флота была эскадра. Эскадра состояла из трёх дивизий: 1-я дивизия — кордебаталия — находилась в центре боевого порядка и возглавлялась адмиралом (он же командовал всей эскадрой); 2-я — авангард — располагалась в голове боевого порядка, возглавлялась вице-адмиралом; 3-я — арьергард — завершала боевой порядок, возглавлялась контр-адмиралом.